# ناحیه ماونت استرلینگ، شهرستان کرول، ایلینوی
ناحیه ماونت استرلینگ، شهرستان کرول، ایلینوی (به انگلیسی: Mount Carroll Township) یک منطقهٔ مسکونی در ایالات متحده آمریکا است که در شهرستان کرول، ایلینوی واقع شده‌است. ناحیه ماونت استرلینگ ۲٬۲۷۹ نفر جمعیت دارد و ۲۴۶ متر بالاتر از سطح دریا واقع شده‌است.